# Катерина Інгесдоттер Шведська
Катерина Шведська (швед. Katarina Ingesdotter; шлюб - 1110) — шведська принцеса, дружина данського принца Бьорна Харальдсена Залізнобокого.

## Життєпис
Була дочкою короля Швеції Інге Старшого та королеви Гелени. Вона була молодшою сестрою Крістіни Інгесдоттер зі Швеції та Маргарет Фредкулли. Її сестра Христина вступила в шлюб у 1090-х роках, а Маргарет у 1101 році. Вважається, що Катерина була приблизно того ж віку, що й її чоловік, і, таким чином, народилася приблизно в 1100 році .
Батько Катерини помер у 1110 році, і на шведському престолі його змінили його племінники. На момент смерті батька Катерина була б ще дитиною. Повідомляється, що її мати перейшла до абатства Врета як вдова. Її старша сестра Христина жила в Київській Русі, а в Швеції вважалася надто далекою, щоб отримати частку в спадщині батька. Їхня сестра Маргарет на той момент була королевою Данії. Відомо, що Маргарет поділяла спадок із племінницею Інгрід в Норвегії та племінницею Інгеборг у Данії. Катерина не згадується в цих операціях, але як єдина неодружена дочка Інге, яка залишилася в Швеції, вона була б однією з його спадкоємців.
Згідно з сагою Knýtlinga, Катерина стала дружиною данського принца Б'єрна Харальдсена Залізнобокого. Від цього союзу відома лише одна дитина; їхня дочка Христина, майбутня королева Швеції, яка, за оцінками, народилася приблизно в 1122 році.
У 1134 році чоловік Катерини перейшов на бік його дядька Еріка II Данського у війні за спадщину Данії, але того ж року був убитий Еріком. Вважається, що її дочка Христина стала дружною майбутнього короля Швеції Еріка IX у 1140-х роках.

## Уточнення
1. Крістіна Данська, королева Швеції, вийшла заміж за Еріка IX Шведського.